# Guild Wars (Special Edition Soundtrack)
Guild Wars (Special Edition Soundtrack) – soundtrack z gry Guild Wars: Prophecies, został skomponowany przez Jeremy'ego Soule'a. Ścieżka dźwiękowa zawiera 36 utworów.

## Lista utworów
1. Guild Wars Theme – 1:34
2. Autumn in Ascalon – 2:12
3. Mhenlo's Theme – 1:47
4. Trading Outpost (bonus) – 3:10
5. Over the Shiverpeaks – 2:16
6. Eye of the Storm – 2:17
7. Prince Rurik's Theme – 0:34
8. Sands of Kryta – 2:19
9. Divinity Coast (bonus) – 3:14
10. The Door of Komalie – 2:30
11. The Moment of Truth – 2:10
12. Devona's Theme – 1:24
13. Cynn's Theme – 1:14
14. Tears of the Fallen (bonus) – 3:36
15. Eve's Theme – 1:10
16. Abaddon's Mouth – 2:32
17. Crystal Oasis – 2:16
18. Gwen's Theme – 2:44
19. Ashford Abbey – 1:47
20. Aidan's Theme – 1:10
21. Guilds at War – 3:04
22. Hall of Heroes – 2:29
23. The Rift – 2:56
24. Witman's Folly – 1:23
25. Tasca's Demise – 2:26
26. Ascension – 2:28
27. Temple of Tolerance – 2:19
28. The Great Raid (bonus) – 2:31
29. Althea's Theme – 1:11
30. The Charr – 1:23
31. The Great Northern Wall – 	1:02
32. Droknar's Forge – 1:19
33. First Light (bonus) – 3:15
34. The Elementalist (bonus) – 2:45
35. A Warrior's Heart – 3:10
36. Beyond the Ocean – 3:11